# Forficula tomis
Forficula tomis es una especie de tijereta del género Forficula, familia Forficulidae, orden Dermaptera.

## Distribución
Se distribuye por Rusia, Ucrania, Japón y Kazajistán.

## Taxonomía
Fue descrita por Kolenati en 1846.
Tratamiento taxonómico
La especie aparece registrada y publicada en Insecta Caucasi. Dermaptera. Malet Entomol, 5, 69–79.